# 阿拉门戈
阿拉门戈（義大利語：Aramengo）是意大利皮埃蒙特大区阿斯蒂省的一个市镇，面积11.4平方公里，人口639人（2004年）。它位于都灵以东约25公里（16英里），阿斯蒂西北约25 公里（16英里）。阿拉门戈與阿尔布尼亚诺、贝尔扎诺圣彼得罗、卡萨尔博尔戈内、科科纳托、帕塞拉诺马尔莫里托和托嫩戈等地接壤。